# Liste der denkmalgeschützten Objekte in Handlová
Die Liste der denkmalgeschützten Objekte in Handlová enthält die zehn nach slowakischen Denkmalschutzvorschriften geschützten Objekte in der Gemeinde Handlová im Okres Prievidza.

## Denkmäler
| Foto |                 | Denkmal / č. ÚZPF                                              | Standort / Konskr. Nr.                             | Offizielle Beschreibung                | Beschreibung                                           | Metadaten                                                           |
| ---- | --------------- | -------------------------------------------------------------- | -------------------------------------------------- | -------------------------------------- | ------------------------------------------------------ | ------------------------------------------------------------------- |
|      | Datei hochladen | Denkmal mit Reliefs(sk) ObjektID: 307-907/0                    | KG: Handlová Konskr.Nr.:                           | štrajk 1918,padlí I.a II.sv.v.         | für den Streik im Jahre 1918, die Opfer der WK I + II  | č. NKP: 307-907/0 Stand des NKP: 2012-02-28 Name: POMNÍK S RELIÉFMI |
| ja   | Datei hochladen | Denkmal(sk) ObjektID: 307-3285/0                               | Baníkov nám. 0 Standort KG: Handlová Konskr.Nr.: 0 | SNP;pamätník baníkov v SNP             | der Bergleute im Nationalaufstand                      | č. NKP: 307-3285/0 Stand des NKP: 2012-02-28 Name: POMNÍK           |
| ja   | Datei hochladen | Kirche(sk) ObjektID: 307-831/0                                 | Baníkov nám. 15 Standort KG: Handlová Konskr.Nr.:  | r.k.sv.Kataríny                        | römisch-katholische Kirche St. Katharina               | č. NKP: 307-831/0 Stand des NKP: 2012-02-28 Name: KOSTOL            |
| ja   | Datei hochladen | Gedenkstätte(sk) ObjektID: 307-910/1                           | SNP ul. 22 Standort KG: Handlová Konskr.Nr.: 55    | revolučný NV-sídlo                     | für das Hauptquartier des revolutionären Nationalrates | č. NKP: 307-910/1 Stand des NKP: 2012-02-28 Name: DOM PAMÄTNÝ       |
| ja   | Datei hochladen | Gedenktafel(sk) ObjektID: 307-910/2                            | SNP ul. 22 Standort KG: Handlová Konskr.Nr.: 55    | revolučný NV-sídlo                     | ür das Hauptquartier des revolutionären Nationalrates  | č. NKP: 307-910/2 Stand des NKP: 2012-02-28 Name: TABUĽA PAMÄTNÁ    |
|      | Datei hochladen | Gedenktafel(sk) ObjektID: 307-908/0                            | Štrajková ul. 0 KG: Handlová Konskr.Nr.:           | štrajk 1918                            | für den Streik in 1918                                 | č. NKP: 307-908/0 Stand des NKP: 2012-02-28 Name: TABUĽA PAMÄTNÁ    |
| ja   | Datei hochladen | Gebäude in regionaltypischem Baustil(sk) ObjektID: 307-10853/1 | 24 Standort KG: Morovno Konskr.Nr.: 23             | tehla pálená;Predný, tzv."Starší"      | Front aus gebrannten Ziegeln, gen. "Das Alte"          | č. NKP: 307-10853/1 Stand des NKP: 2012-02-28 Name: DOM ĽUDOVÝ I.   |
| ja   | Datei hochladen | Gebäude in regionaltypischem Baustil(sk) ObjektID: 307-10853/2 | 23 Standort KG: Morovno Konskr.Nr.: 23             | kamenný;Zadný, tzv."Mladší",nemecký d. | Rückseite aus Stein, gen. "Das Jüngere", deutsch       | č. NKP: 307-10853/2 Stand des NKP: 2012-02-28 Name: DOM ĽUDOVÝ II.  |
|      | Datei hochladen | Hof(sk) ObjektID: 307-10853/3                                  | 23 KG: Morovno Konskr.Nr.: 23                      |                                        |                                                        | č. NKP: 307-10853/3 Stand des NKP: 2012-02-28 Name: DVOR            |
| ja   | Datei hochladen | Kirche(sk) ObjektID: 307-863/0                                 | 62 Standort KG: Nová Lehota Konskr.Nr.: 62         | r.k.sv.Mikuláša                        | römisch-katholische Kirche St. Nikolaus                | č. NKP: 307-863/0 Stand des NKP: 2012-02-28 Name: KOSTOL            |

## Legende
Die Tabelle enthält im Einzelnen folgende Informationen:
| Foto:                    | Fotografie des Denkmals. |
| Denkmal / č. ÚZPF:       | Die Übersetzung der Bezeichnung des Denkmals, wie sie vom Slowakischen Denkmalamt (Pamiatkový úrad Slovenskej republiky) verwendet wird. Die Originalbezeichnung ist unter dem Fragezeichen angegeben. Fehlt die Übersetzung, so wird die Originalbezeichnung direkt angezeigt. Weiters ist die Objekt-Identifikationsnummer (Objekt ID) angeführt. Sie ist die offizielle, in der Slowakei eindeutige Nummer č. ÚZPF inklusive der zugehörigen Zählnummer, wie sie in den Daten des Denkmalamtes angegeben wird. Da diese nur innerhalb eines Landkreises gezählt wird, ist dessen Nummer der Denkmalnummer vorangestellt. |
| Standort:                | Wenn in der Liste vorhanden, ist die Adresse angegeben. In Klammern kann sich noch eine zusätzliche Adresse befinden, wenn es beispielsweise ein Eckhaus ist. Bei freistehenden Objekten ohne Adresse (zum Beispiel bei Bildstöcken) ist eine Adresse angegeben, die in der Nähe des Objekts liegt. Durch Aufruf des Links Standort wird die Lage des Denkmals in verschiedenen Kartenprojekten angezeigt. Darunter sind die Katastralgemeinde (KG) und, wenn vorhanden, die Konskriptionsnummer (Konskr. Nr.) angegeben.                                                                                                   |
| Offizielle Beschreibung: | Es ist die Kurzbeschreibung auf Slowakisch, wie sie in den offiziellen Listen angegeben ist, eingetragen. |
| Beschreibung:            | Kurze Angaben zum Denkmal auf Deutsch. |
| Metadaten:               | Zusätzlich werden, wenn in den persönlichen Einstellungen das Helferlein Dauerhaftes Einblenden von Metadaten aktiviert ist, ebensolche angezeigt. |

- Karte mit allen Koordinaten:
- OSM |
- WikiMap